# جامعة ستانفورد
جامعة ليلند ستانفورد جونيور (بالإنجليزية: Leland Stanford Junior University)‏، اشتهرت بجامعة ستانفورد (بالإنجليزية: Stanford University)‏ هي جامعة بحثية خاصة تقع في ستانفورد، كاليفورنيا. تأسست في عام 1885 على يد السيد ليلند ستانفورد، الحاكم الثامن للولاية ومن ثم عضو مجلس الشيوخ عن ولاية كاليفورنيا، وزوجته جين، تكريمًا لذكرى طفلهما الوحيد، ليلاند الابن. قبلت الجامعة أول طلابها في عام 1891، حيث افتتحت لتكون مؤسسة تعليمية مختلطة غير مذهبية. واجهت الجامعة صعوبات مالية بعد وفاة ليلاند في عام 1893 ومرة أخرى بعد تضرر جزء كبير من الحرم الجامعي بسبب زلزال سان فرانسيسكو عام 1906. بعد الحرب العالمية الثانية، ألهم عميد الجامعة فريدريك تيرمان ثقافة ريادية بهدف بناء صناعة محلية مكتفية ذاتيًا (وادي السيليكون).
تعتبر جامعة ستانفورد واحدة من أنجح الجامعات في العالم في جذب التمويل للشركات الناشئة وفي ترخيص اختراعاتها للشركات القائمة. أسس الخريجون العديد من الشركات، والتي إذا جمعت تساوي عاشر أكبر اقتصاد في العالم. في عام 1951، أنشئ منتزه ستانفورد للأبحاث في بالو ألتو، وهو أول منتزه بحثي جامعي في العالم. بحلول عام 2021، كان لدى الجامعة 2,288 عضوًا في هيئة التدريس، وزملاء كبار، وزملاء في المراكز، وأعضاء هيئة تدريس طبية ضمن موظفيها.
تضم الجامعة سبع مدارس للدراسة على حرم جامعي يمتد على مساحة 8,180 فدانًا (3,310 هكتار)، مما يجعلها واحدة من أكبر الجامعات في البلاد. تضم الجامعة معهد هوفر، وهو مركز أبحاث للسياسات العامة، ويصنف ضمن «آر1 جامعات الدكتوراه: نشاط بحثي عالي جدًا». يتنافس الطلاب في 36 رياضة جامعية، وتعد الجامعة واحدة من مؤسستين خاصتين في مؤتمر باك-12. فازت ستانفورد بما يصل إلى 131 بطولة فريقية في الرابطة الوطنية لرياضة الجامعات، ومنحت كأس مديري الرابطة الوطنية لمديري الكليات الرياضية لمدة 25 عامًا متتالية، بدءًا من عام 1994. كما فاز طلاب وخريجو ستانفورد بأكثر من 302 ميدالية أولمبية (بما في ذلك 153 ذهبية).
تعتبر ستانفورد الجامعة الأم للعديد من القادة العالميين، بمن فيهم رئيس الولايات المتحدة، هربرت هوفر، ورئيس وزراء المملكة المتحدة، ريشي سوناك، ورئيس وزراء اليونان، كيرياكوس ميتسوتاكيس، ورئيس وزراء اليابان، يوكيو هاتوياما. ترتبط الجامعة أيضًا بنحو 74 مليارديرًا حيًا، و58 من الحائزين على جائزة نوبل، و33 زميلًا في برنامج ماك آرثر، و29 فائزًا بجائزة تورينغ. و7 من حائزي جائزة مؤسسة وولف. بالإضافة إلى ذلك، فهي تنتج علماء من برنامج فولبرايت، وعلماء مارشال، وعلماء غيتس كامبريدج، وعلماء رودس، وأعضاء في الكونغرس الأمريكي.

## التاريخ
تأسست جامعة ستانفورد في عام 1885 على يد ليلاند وجين ستانفورد، مكرسة لذكرى ليلاند ستانفورد الابن، طفلهما الوحيد. افتتحت المؤسسة في عام 1891 في مزرعة ستانفورد السابقة في بالو ألتو. صمم آل ستانفورد جامعتهم على غرار الجامعات العظيمة في الشرق، وبالأخص جامعة كورنيل في إيثاكا، نيويورك. أُشير إلى ستانفورد باسم «كورنيلا الغرب» في عام 1891 بسبب أن غالبية أعضاء هيئة التدريس كانوا من المنتسبين السابقين إلى جامعة كورنيل، بمن فيهم أول رئيس لها، ديفيد ستار جوردان، وثاني رئيس، جون كاسبر برانر. كانت كل من كورنيل وستانفورد من بين أوائل الجامعات التي جعلت التعليم العالي متاحًا، وغير مذهبي، ومفتوحًا للنساء والرجال على حد سواء. ينسب إلى كورنيل كونها واحدة من أولى الجامعات الأمريكية التي تبنت هذا التغيير الجذري عن التعليم التقليدي، وأصبحت ستانفورد من أوائل المتبنين لهذا النهج أيضًا.
من الناحية المعمارية، أراد آل ستانفورد أن تبدو جامعتهم مختلفة وسعوا لتقليد طراز مباني الجامعات الإنجليزية. نصوا في المنحة التأسيسية على أن المباني يجب أن «تشبه البيوت الطينية القديمة من أيام الإسبان الأولى؛ ستكون من طابق واحد؛ تحتوي على مقاعد نوافذ عميقة ومدافئ مفتوحة، وستغطى الأسطح بالبلاط الأحمر الداكن». استعان آل ستانفورد بالمهندس المعماري الشهير فريدريك لو أولمستد، الذي صمم سابقًا حرم جامعة كورنيل، لتصميم حرم جامعة ستانفورد.
عند وفاة ليلاند ستانفورد في عام 1893، تعرض وجود الجامعة للخطر بسبب دعوى فيدرالية ضد ممتلكاته، لكن جين ستانفورد أصرت على بقاء الجامعة مفتوحة طوال الأزمة المالية. تعرضت الجامعة لأضرار جسيمة جراء زلزال سان فرانسيسكو عام 1906؛ أصلحت معظم الأضرار، لكن مكتبة جديدة وصالة رياضية تعرضتا للهدم، ولم يتم إصلاح بعض المعالم الأصلية لكنيسة الذكرى والساحة الرباعية. خلال أوائل القرن العشرين، أضافت الجامعة أربع مدارس دراسات عليا مهنية. أسست كلية الطب بجامعة ستانفورد في عام 1908 عندما استحوذت الجامعة على كلية الطب كوبر في سان فرانسيسكو؛ وانتقلت إلى حرم جامعة ستانفورد في عام 1959.
تأسس قسم القانون في الجامعة، الذي بدأ منهاجًا جامعيًا في عام 1893، ليصبح مدرسة قانون مهنية ابتداءً من عام 1908 وحصل على الاعتماد من نقابة المحامين الأمريكية في عام 1923. نشأت كلية الدراسات العليا في التعليم بجامعة ستانفورد من قسم تاريخ وفن التعليم، أحد الأقسام الواحدة والعشرين الأصلية في ستانفورد، وأصبحت مدرسة دراسات عليا مهنية في عام 1917. تأسست كلية الدراسات العليا في إدارة الأعمال بجامعة ستانفورد في عام 1925 بناءً على طلب هربرت هوفر، الذي كان عضوًا في مجلس الأمناء حينها. في عام 1919، بدأ هربرت هوفر معهد هوفر للحرب والثورة والسلام للحفاظ على القطع الأثرية المتعلقة بالحرب العالمية الأولى. يُجري مركز المعجل الخطي ستانفورد، الذي أُنشئ في عام 1962، أبحاثًا في فيزياء الجسيمات.
في الأربعينيات والخمسينيات من القرن العشرين، شجع فريدريك تيرمان، أستاذ الهندسة الذي أصبح لاحقًا عميدًا، خريجي الهندسة في ستانفورد على بدء شركاتهم الخاصة وابتكار منتجات جديدة. خلال الخمسينيات، أسس تيرمان منتزه ستانفورد الصناعي، وهو حرم تجاري عالي التقنية على أرض الجامعة. أيضًا في الخمسينيات، انتقل ويليام شوكلي، المشارك في اختراع الترانزستور السيليكوني والحاصل على جائزة نوبل للفيزياء في عام 1956، وأصبح أستاذًا للفيزياء في ستانفورد، إلى منطقة بالو ألتو وأسس شركة، مختبرات شوكلي لأشباه الموصلات. في العام التالي، استقال ثمانية من موظفيه وأسسوا شركة منافسة، فيرتشايلد لأشباه الموصلات. ساعد وجود العديد من شركات التكنولوجيا العالية وأشباه الموصلات في تأسيس ستانفورد ومنطقة شبه الجزيرة الوسطى لتكون مركزًا للابتكار، والذي أصبح يُعرف في النهاية باسم وادي السيليكون نسبةً إلى المكون الرئيسي في الترانزستورات. يُوصف شوكلي وتيرمان غالبًا بأنهما «آباء وادي السيليكون».
في الخمسينيات، خفضت جامعة ستانفورد عن عمد وقيّدت قبول الطلاب اليهود، ولعدة عقود، أنكرت الجامعة ورفضت الادعاءات من الطلاب، وأولياء الأمور، والخريجين بأنها كانت تفعل ذلك. قدمت ستانفورد أول اعتذار مؤسسي لها للمجتمع اليهودي في عام 2022 بعد تأكيد لجنة داخلية أن الجامعة ميزت بالفعل ضد المتقدمين اليهود، بينما كانت تضلل أولئك الذين أعربوا عن قلقهم، بما في ذلك الطلاب، وأولياء الأمور، والخريجين، ورابطة مكافحة التشهير. اعتبرت ستانفورد سابقًا مدرسة «للأثرياء»، لكن الخلافات في العقود اللاحقة أضرت بسمعتها. تعرضت تجربة سجن ستانفورد عام 1971 للانتقاد باعتبارها غير أخلاقية، وأدى سوء استخدام الأموال الحكومية في عام 1981 إلى عقوبات شديدة على تمويل أبحاث المدرسة، واستقالة الرئيس دونالد كينيدي في عام 1992.

## ريادة الأعمال
وتشتهر الجامعة بشكل خاص بثقافة ريادة الأعمال، وتعد من أنجح الجامعات في العالم في جذب التمويل للشركات الناشئة وترخيص اختراعاتها للشركات القائمة. أسس خريجو جامعة ستانفورد العديد من الشركات التي تولد مجتمعة أكثر من 2.7 تريليون دولار من الإيرادات السنوية، وهي عاشر أكبر اقتصاد في العالم، وتخلق أكثر من 5.4 مليون فرصة عمل.

## الحرم الجامعي
بها أكبر حرم جامعي في أمريكا حيث يقع شمال سانتا كلارا وادي مجاور لبالو ألتو وبين سان خوسيه وسان فرانسيسكو مساحته 33.1 كم مربع. من أفضل الجامعات بالعالم ـ توازي شهرتها جامعات معهد ماساتشوستس للتقنية وجامعة كمبريدج وجامعة هارفارد. وقد بدأ وادي السيلكون منها بالستينيات.
كما وأنها تدرج في موقعها الإلكتروني كورسات متكاملة بالفيديو لعدد من المواد، مرفق معها كتب مقروءة لما يقوله الأستاذ.
وأيضا الامتحانات والواجبات المنزلية "home works" مما تعد فرصة مثالية للدراسة لكل من يعاني عدم فهم لمادة ما في أي مكان في العالم . مثل الذكاء الصناعي وعلم الروبوتات وغيرها.
ويسجل بالجامعة حوالي 6,700 طالب لدارسي البكالوريوس و8,000 طالب للدراسات العليا كل سنة من الولايات المتحدة وجميع أنحاء العالم.
وهي جامعة كبرى بها أقسام متميزة بالفيزياء والأحياء والهندسة والطب والقانون والسياسة وعلم النفس...

## الأكاديميات والمراكز
1. معهد فريمان سبوغلي للدراسات الدولية.
2. مركز دراسة الفقر وعدم المساواة (CPI)
3. مركز التحليل المكاني والنصي.
4. أكاديمية ستانفورد الدولية للغات.

## أشهر خريجيها
- فينت سيرف الذي يعرف بأب الإنترنت.
- مؤسسو شركات جوجل وياهو ويوتيوب وهوليت-باكارد وصن ميكروسيستمز وإنفيديا وسيسكو سيستمز وسيليكون غرافيكس ونايكي وغاب وسناب شات.